# JPS Field at Malone Stadium
O JPS Field at Malone Stadium é um estádio localizado em Monroe, Luisiana, Estados Unidos, possui capacidade total para 27.617 pessoas, é a casa do time de futebol americano universitário Louisiana-Monroe Warhawks football da Universidade da Luisiana em Monroe. O estádio foi inaugurado em 1978.